# 久松郁實
久松郁實（日语：／，1996年2月18日—），是日本女性模特兒，出生於東京都，身高165公分，血型O型，隸屬INCENT旗下。

## 來歷
在原宿被星探發掘後，2008年成為雜誌《Hana*Chu→》的專屬模特兒。
2012年8月開始成為雜誌《CanCam》的專屬模特兒。
2013年11月就任日本三愛公司的2014年度泳裝代言人，並在2014年8月30日為北海道日本火腿鬥士與千葉羅德海洋的職棒比賽開球。
2014年4月進入亞細亞大學經營學部就讀。

## 人物
- 喜歡桃色幸運草Z和早安少女組。這樣的偶像團體，隨身聽裡都是這種偶像歌曲。自己的“勝負曲”是早安少女組。的〈泡泡〉，在三愛泳裝代言人的最終徵選前就是聽這首歌。
- 根據本人說法，自己是只要一運動肌肉就會緊實的肌肉發達型的體質，每天會走路一小時。
- 在喜歡的男生類型中，喜歡的是西島秀俊。

## 出演

### 雜誌
- CanCam（2012年10月號 - ，小學館）專屬模特兒
- Hana*Chu→（2008年10月號 - 2011年5月，主婦の友社）專屬模特兒

### 電視
- 東京KAWAII TV（2009年11月21日，NHK綜合頻道）
- ケータイGACHI中学生のホンネを聞いて（2010年5月11日，NHK教育頻道）
- Nコンマガジン「ハモリ隊」（2011年，NHK教育頻道） - ハモリ隊隊長
- 鬧鐘電視 「イマドキ」（2013年4月1日 -，富士電視台） - イマドキ特派員

### Web
- NTT DOCOMO手機電視劇「あともう一歩～無限ループ∞受験生～」飾演 黒沢エリカ（2010年 - ）

### 電影
- 携帯彼氏（2009年，GONZO・シナジー）飾演 長內和惠

### 電視劇
- 麻辣教師GTO（2014年7月 - 9月，關西電視台）飾演 前畑由亞
- 對不起青春！ （2014年10月12日 -，TBS電視台）飾演 佐久間理惠
- 貸款買下了男朋友 （2018年3月9日-，dTV X FOD）飾演 飯田由愛

### 目錄・型錄
- プチベリー（2009年-，ニッセン）
- なかよし共和国（2010年-，ニッセン）

### 其他
- 2014年度三愛泳裝形象代言人

## 外部連結
- （日語） 所屬事務所網站 （页面存档备份，存于）
- （日語） 久松郁實Official Blog （页面存档备份，存于）

- 久松郁實的X（前Twitter）